# Ianthocincla
Ianthocincla és un gènere d'aus paseriformes de la família dels leiotríquids.

## Taxonomia
Segons el Congrés Ornitològic Internacional, versió 15.1, 2025 aquest gènere està format per 8 espècies:
- Xerraire de Sukatxov (Ianthocincla sukatschewi Berezowsky & Bianchi, 1891)
- Xerraire gorja-rogenc (Ianthocincla rufogularis Gould, 1835)
- Xerraire cellagrís (Ianthocincla konkakinhensis Eames, JC & Eames, C, 2001)
- Xerraire cendrós (Ianthocincla cineracea Godwin-Austen, 1874)
- Xerraire ocel·lat (Ianthocincla ocellata Vigors, 1831)
- Xerraire gros (Ianthocincla maxima Verreaux, J, 1871)
- Xerraire de Biet (Ianthocincla bieti Oustalet, 1897)
- Xerraire llunat (Ianthocincla lunulata Verreaux, J, 1871)